# Stefan Mross
Stefan Mross (Traunstein, 26 november 1975) is een Duitse presentator, zanger en trompettist.

## Jeugd en opleiding
Stefan Mross werd op 13-jarige leeftijd ontdekt door Karl Moik tijdens een bruiloft en werd sindsdien succesvol gepresenteerd, totdat hij een van de bekendste Duitse volksmuzikanten werd. Zijn eerste tv-optreden was bij Karl Moiks programma Wie die Alten sungen. In 1989 won Mross met het nummer Heimwehmelodie de Grand Prix der Volksmusik voor Oostenrijk. Na afsluiting van zijn schoolperiode begon hij een studie aan het Salzburger Mozarteum. In 1994 nam hij deel aan de Grand Prix der Volksmusik voor Duitsland. Het nummer Heilige Berge (Montagne sante) scoorde een 2e plaats achter Henry Arland. Een herhaalde 2e plaats scoorde Mross bij de Grand Prix der Volksmusik in 1995, samen met Stefanie Hertel, toen beiden het nummer Ein Lied für jeden Sonnenstrahl zongen voor Duitsland. In 2002 probeerde Mross het nogmaals bij de Grand Prix der Volksmusik voor Duitsland met het nummer Angeli delle montagne, maar kwam hiermee niet in de finale.
Mross is steeds weer in verschillende tv-programma's te zien. In de laatste jaren heeft hij echter slechts bij weinig optredens op de trompet gespeeld. Ondertussen geniet hij een zangopleiding en zingt zowel solo als in duet, vroeger samen met Hertel. Met haar trad hij samen op in tv-programma's en ook ging hij regelmatig op tournee met andere artiesten. In 2009 vierde Mross zijn 20-jarig podiumjubileum met een grote tournee door Duitsland, ook met zijn toenmalige vrouw.
Sinds 2005 presenteert Mross in de zomer het ARD-programma Immer wieder sonntags live uit het Europa-Park in Rust. Op 11 augustus werd Mross onwel tijdens een live-uitzending van de show na het eten van een voor hem te pittige curryworst en moest de presentatie beëindigen. Voor de overige zendtijd werd hij vervangen door Guido Cantz.

## Privéleven
Mross was van 2006 tot 2012 getrouwd met Stefanie Hertel en heeft met haar een dochter. Drie maanden nadat het paar de scheiding had bekendgemaakt, beweerde Karl Moik in het ZDF-programma Markus Lanz van 6 december 2011, dat de partnerschap tussen zijn voormalige beschermelingen zou zijn gearrangeerd voor de media. Mross was ook getrouwd met de productie-assistente Susanne Schmidt van 2013 tot 2016. Uit dit huwelijk ontstonden een dochter en een zoon. Het paar woonde tot aan hun scheiding in 2016 in Unterwössen, een gemeente in het district Traunstein in Oberbayern. In 2020 trouwde hij met de Duitse zangeres Anna-Carina Woitschack. Dat gebeurde in een televisieprogramma van zijn vriend Florian Silbereisen.

## Onderscheidingen
- 2014: smago! Award in de categorie Entertainer van het jaar

## Discografie

### Succesnummers
- 1989: Heimwehmelodie
- ####: La Pastorella
- 1989: Santo Domingo
- ####: Servus, pfüa Gott und Auf Wiedersehn
- 1994: Heilige Berge (Montagne sante)

### Albums
- 1989: Heimwehmelodie
- 1993: In unserer Hand liegt unsere Erde
- 1994: Sehnsuchtsmelodie
- 1994: Das große Wunschkonzert
- 1994: Weihnachten mit dir (met Stefanie Hertel)
- 1995: Ein Lied für jeden Sonnenstrahl (met Stefanie Hertel)
- 1996: Zauber der Trompete
- 1996: Musik ist Trumpf
- 1997: So schön ist Volksmusik
- 1997: Weihnachten: Unser Fest der Liebe
- 1998: Gold
- 1999: Herz an Herz (met Stefanie Hertel)
- 2000: Mein Wunschkonzert
- 2002: Trompetenzauber
- 2003: Stille Nacht, heilige Nacht (met Tom Horstmann)
- 2003: Musik fürs Herz
- 2004: Von Herzen alles Gute
- 2006: Immer wieder Stefan
- 2008: Echte Freunde
- 2011: Greif zu
- 2013: Meine beste Zeit
- 2014: 25 Jahre – Das große Jubiläumsalbum
- 2019: 30 Jahre - Das Geht Nur Mit Musik
- 2020: Stark wie zwei (met Anna-Carina Woitschack)

## Tv-presentaties
- sinds 2005: Immer wieder sonntags, Das Erste

## Filmografie
- 2014: In aller Freundschaft (een aflevering)